# Zephyranthes versicolor
Zephyranthes versicolor är en amaryllisväxtart som först beskrevs av Herb., och fick sitt nu gällande namn av George Nicholson. Zephyranthes versicolor ingår i släktet Zephyranthes och familjen amaryllisväxter.
Artens utbredningsområde är Uruguay. Inga underarter finns listade i Catalogue of Life.

## Bildgalleri

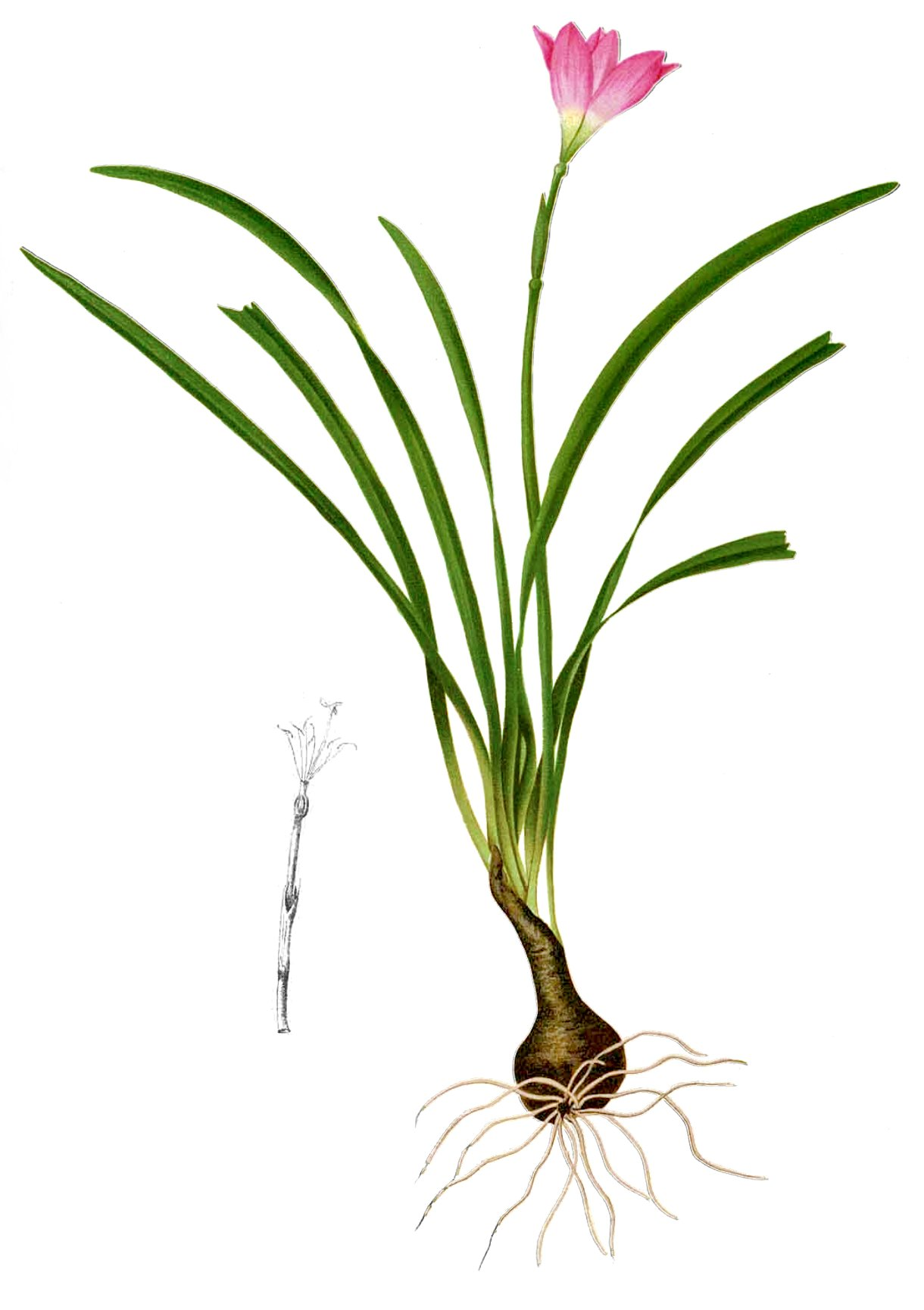
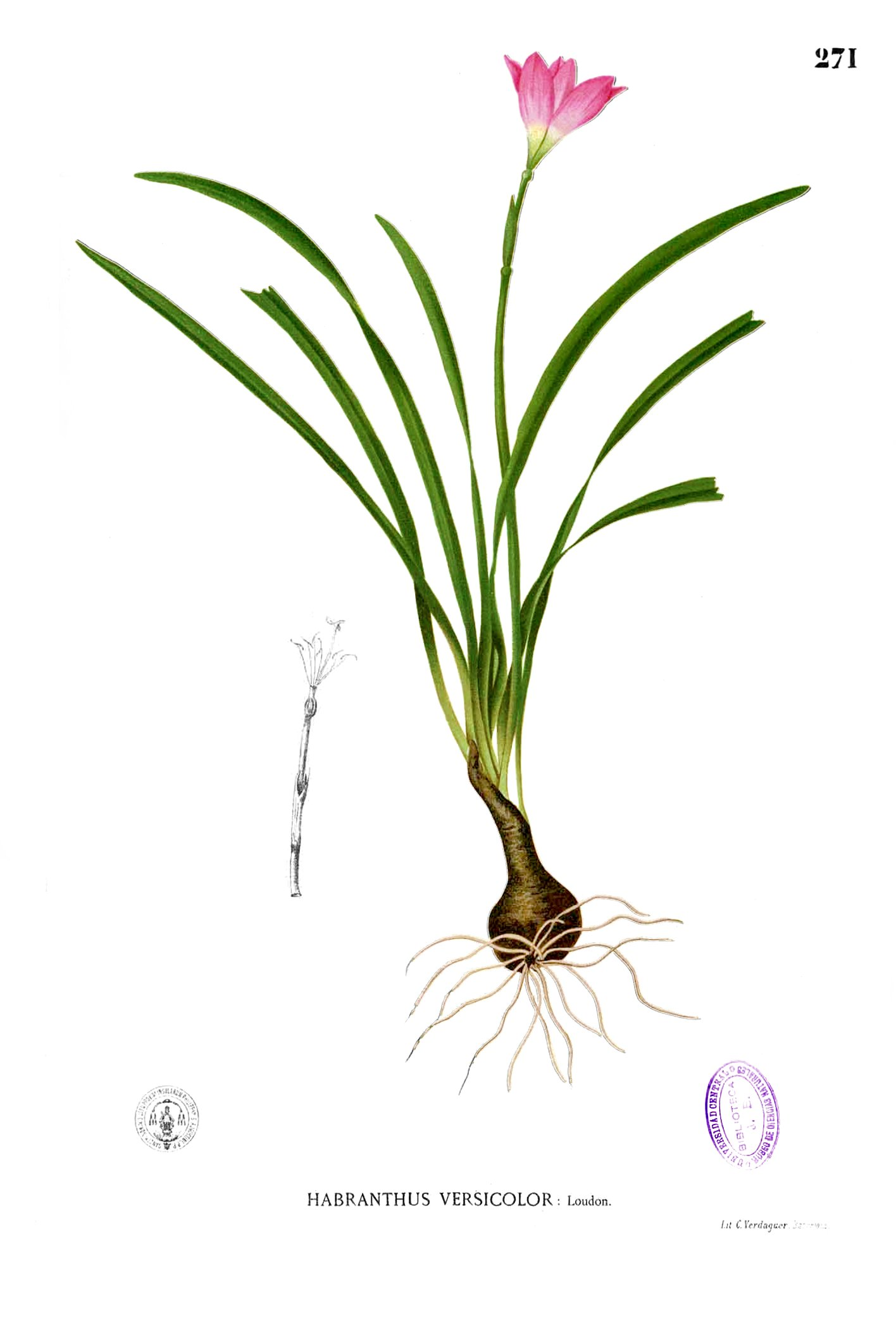